# ما هو الحب
ما هو الحب (بالإنجليزية: What Is Love)‏ هي أغنية سجلها مغني الألماني هاداواي لألبومه الأول وإصدارت الأغنية في عام 1993.

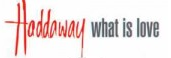
شعار أغنية ما هو الحب لهاداواي.

## الجوائز
| سنة  | الناشر                                   | دولة             | الخبر                                                                          | رتبة |
| ---- | ---------------------------------------- | ---------------- | ------------------------------------------------------------------------------ | ---- |
| 1994 | جائزة إيكو                               | ألمانيا          | "أفضل أغنية وطنية"                                                             | 1    |
| 2005 | بريكي بولوك (بالإنجليزية: Bruce Pollock)‏ | الولايات المتحدة | "أهم 7500 أغنية لعام 1944-2000"                                                | *    |
| 2011 | مجلة بيست                                | الولايات المتحدة | "عجائب التسعينيات الرائعة ذات ضربة واحدة"                                      | 6    |
| 2011 | كلوب إم تي في                            | المملكة المتحدة  | "أكبر 100 أغنية رقص في التسعينيات في كل العصور"                                | 57   |
| 2012 | بوركس (بالإنجليزية: Porcys)‏              | بولندا           | "100 فردي 1990-1999"                                                           | 77   |
| 2013 | كومبلكس                                  | الولايات المتحدة | "10 كلاسيكيات الرقص الأوروبي الأساسية"                                         | *    |
| 2013 | فيب (بالإنجليزية: Vibe)‏                  | الولايات المتحدة | "قبل موسيقى الرقص الإلكترونية: 30 مسارًا للرقص من التسعينيات والتي غيرت اللعبة" | 4    |
| 2014 | إدولتور (بالإنجليزية: Idolator)‏          | الولايات المتحدة | "أفضل 50 أغنية منفردة بوب لعام 1994"                                           | 5    |
| 2017 | بزفيد                                    | الولايات المتحدة | "أعظم 101 أغنية رقص في التسعينيات"                                             | 11   |
| 2019 | إل (مجلة)                                | الولايات المتحدة | "أفضل 52 أغنية بوب في التسعينيات"                                              | 39   |
| 2019 | إنسيدير (بالإنجليزية: Insider)‏           | الولايات المتحدة | "أفضل 57 عجائبًا في كل العصور"                                                  | *    |

(*) يشير إلى أن القائمة غير مرتبة.